# Lynn Hope
Lynn Hope, eigentlich Al Hajji Abdullah Rascheed Ahmed (* 26. September 1926 in Birmingham, Alabama; † 24. Februar 1993 in Collingswood, New Jersey) war ein US-amerikanischer Rhythm-and-Blues-Tenorsaxophonist.
Lynn Hope, der zu den Tenorsaxophon-Honkers im Stil Big Jay McNeelys gehörte, war Mitglied der Band von King Kolax, als er Anfang der 40er die Highschool in Birmingham beendete. Nach dem Ausscheiden bei Kolax blieb er in Chicago. 1950 hatte er einen Plattenvertrag beim Label Miracle Records, dann nahm er bei Premium Records das Stück „Tenderly“ auf. das sein einziger Hit blieb,  #8 der R&B und #19 der Pop-Charts erreichte und später von Chess Records übernommen wurde. Mit seinem Quartett trat er in Cleveland und im Chicagoer Ebony Club auf. Später konvertierte er zum Islam, trug einen Turban und nannte sich Al Hajji Abdullah Rascheed Ahmed, trat aber weiter unter Lynn Hope auf.
Für Aladdin entstanden zwischen 1951 und 1957 weitere Stücke, wie Eigenkompositionen (Blow Lynn Blow) und Coverversionen bekannter Standards wie September Song (1952) und Summertime. Im Februar 1957 ging Hope auf eine Tournee durch Ägypten und den Nahen Osten. Nachdem 1960 letzte Aufnahmen für King Records (Body and Soul) und Blue Beat (Blue and Sentimental) entstanden waren,  verschwand er aus der Musikszene und geriet in Vergessenheit.

## Diskographische Hinweise
- Lynn Hope/Clifford Scott: Juicy (King Records, 1960)
- Lynn Hope and His Tenor Sax (Aladdin)
- Morocco (R&B)
- Blow Lynn Blow (Acrobat)